# Stanisław Kuniajew
Stanisław Jurjewicz Kuniajew (ros. Станислав Юрьевич Куняев; ur. 27 listopada 1932 w Kałudze, Rosyjska Federacyjna SRR) – rosyjski poeta, publicysta i redaktor naczelny czasopisma „Nasz Sowriemiennik” od 1989 roku.
W 1956 ukończył studia na Uniwersytecie Moskiewskim i wyjechał na Syberię, gdzie pracował jako dziennikarz. Po powrocie z Syberii do Kaługi rozpoczął działalność pisarską.

## Wybrana twórczość

### Zbiory wierszy
- 1960 – Ziemleprochodcy (ros. Землепроходцы)
- 1962 – Zwieno (ros. Звено)
- 1966 – Mietiel zachodit w gorod (ros. Метель заходит в город)
- 1970 – Nocznoje prostranstwo (ros. Ночное пространство)
- 1971 – Zołotyje chołmy (ros. Золотые холмы)
- 1972 – Na kraju niebiesnych gor (ros. На краю небесных гор)
- 1973:
  - Wiecznaja sputnica (ros. Вечная спутница)
  - W okrużeni porożystych riek (ros. В окруженьи порожистых рек)
- 1975 – W sientiabrie i w apriele... (ros. В сентябре и в апреле...)
- 1976 – Switok (ros. Свиток)
- 1977 – Rukopis' (ros. Рукопись)
- 1978:
  - Głubokij dien' (ros. Глубокий день)
  - Po biełomu swietu (ros. По белому свету)
- 1979 – Swobodnaja stichija (ros. Свободная стихия)
- 1981:
  - Otblesk (ros. Отблеск)
  - Sołniecznyje noczi (ros. Солнечные ночи)
- 1982 – Put' (ros. Путь)
- 1983:
  - Oziero Biezymiannoje (ros. Озеро Безымянное)
  - Lipy Zagorodnogo sada (ros. Липы Загородного сада)
- 1985 – Prostranstwo i wriemia (ros. Пространство и время)
- 1986:
  - Ogon', miercajuszczij w sosudie (ros. Огонь, мерцающий в сосуде)
  - Russkije sny (ros. Русские сны)
- 1988 – Mat' syra ziemla (ros. Мать сыра земля)
- 1992 – Wysszaja wola (ros. Высшая воля)
- 1996 – Skwoz' slezy na głazach (ros. Сквозь слезы на глазах)

### Publicystyka
- 1979 – Swobodnaja stichija (ros. Свободная стихия)
- 1989:
  - Obsłużywajuszczij piersonał (ros. Обслуживающий персонал)
  - "Sow. Rossija" (ros. "Сов. Россия")
- 1990:
  - Wriemiena i legiendy (ros. Времена и легенды)
  - "Nie sotworu siebie kumira...". Stati i dniewniki epochi pieriestrojki (ros. “Не сотвори себе кумира...”. Статьи и дневники эпохи перестройки)
  - To że (ros. То же)
- 1995 – Rastierzannyje tieni (ros. Растерзанные тени)
- 2010 – Żrecy i żertwy Chołokosta (ros. Жрецы и жертвы Холокоста)